# Sudamericano de Rugby 1985
El Sudamericano de Rugby de 1985 se celebró en Asunción del Paraguay con las mismas 4 selecciones de la edición anterior, es decir la campeona Argentina, los clásicos rivales de Chile y Uruguay y los locales. El torneo se jugó a 3 rondas y los 6 partidos se disputaron en el Estadio General Pablo Rojas perteneciente al Club Cerro Porteño.

## Equipos participantes
- Selección de rugby de Argentina (Los Pumas)
- Selección de rugby de Chile (Los Cóndores)
- Selección de rugby de Paraguay (Los Yacarés)
- Selección de rugby de Uruguay (Los Teros)

## Posiciones
| Pos. | Equipo    | Encuentros | Encuentros | Encuentros | Encuentros | Tantos  | Tantos    | Tantos     | Puntos |
| Pos. | Equipo    | jugados    | ganados    | empatados  | perdidos   | a favor | en contra | diferencia | Puntos |
| ---- | --------- | ---------- | ---------- | ---------- | ---------- | ------- | --------- | ---------- | ------ |
| 1    | Argentina | 3          | 3          | 0          | 0          | 224     | 25        | + 199      | 6      |
| 2    | Uruguay   | 3          | 1          | 1          | 1          | 35      | 75        | - 40       | 3      |
| 3    | Chile     | 3          | 1          | 0          | 2          | 24      | 81        | - 57       | 2      |
| 4    | Paraguay  | 3          | 0          | 1          | 2          | 24      | 126       | - 102      | 1      |

Nota: Se otorgan 2 puntos al equipo que gane un partido, 1 al que empate, 0 al que pierda

## Resultados[1]

### Primera Fecha
| 15 de septiembre | Paraguay | 12 - 15 | Chile | Estadio General Pablo Rojas, Asunción, Paraguay |  |
|                  |          | Reporte |       |                                                 |  |

| 17 de septiembre | Argentina | 63 - 16 | Uruguay | Estadio General Pablo Rojas, Asunción, Paraguay |  |
|                  |           | Reporte |         |                                                 |  |

### Segunda Fecha
| 19 de setiembre | Paraguay | 9 - 9   | Uruguay | Estadio General Pablo Rojas, Asunción, Paraguay |  |
|                 |          | Reporte |         |                                                 |  |

| 19 de setiembre | Argentina | 59 - 6  | Chile | Estadio General Pablo Rojas, Asunción, Paraguay |  |
|                 |           | Reporte |       |                                                 |  |

### Tercera Fecha
| 21 de setiembre | Chile | 3 - 10  | Uruguay | Estadio General Pablo Rojas, Asunción, Paraguay |  |
|                 |       | Reporte |         |                                                 |  |

| 21 de septiembre | Argentina | 102 - 3 | Paraguay | Estadio General Pablo Rojas, Asunción, Paraguay |  |
|                  |           | Reporte |          |                                                 |  |

| Bandera de Argentina |
| Campeón Argentina    |
| Décimo tercer título |

## Curiosidades
- Fue en este torneo en que se registró el único partido en la historia en que Los Teros no pudieron vencer a su similar del Paraguay, se trató de un empate 9 - 9[2] y con un arbitraje que para la prensa deportiva uruguaya se recuerda como pésimo.[3]